# Grallaria chthonia
A Grallaria chthonia a madarak osztályának verébalakúak (Passeriformes) rendjébe és a hangyászpittafélék (Grallariidae) családjába tartozó faj.

## Rendszerezése
A fajt William Henry Phelps és Alexander Wetmore írták le 1956-ban.

## Előfordulása
Venezuela nyugati részén honos. Természetes élőhelyei a szubtrópusi és trópusi hegyi erdők. Állandó, nem vonuló faj.

## Megjelenése
Testhossza 18 centiméter.

## Természetvédelmi helyzete
Az elterjedési területe nagyon kicsi, egyedszáma 1-49 példány közötti és csökken. A Természetvédelmi Világszövetség Vörös listáján súlyosan veszélyeztetett fajként szerepel. A csak 1956-ban leírt fajt, a kis egyedszám és az erdőirtás súlyosan veszélyezteti, lehet, hogy már ki is halt.